# Flickan i korridoren
Flickan i korridoren är en reportagebok från 2024 av Elinor Torp om 12-åriga Karolina som i november 2021 begick självmord.
Karolina gick i en sjundeklass där ljudnivån var hög och klassrummet rörigt. Några elever, däribland Karolina, fick sitta i korridoren, då de inte klarade av att vistas i klassrummet. Karolina fick även bära hörselkåpor för att slippa det värsta oväsendet. Karolina nedtecknade sina känslor och upplevelser i en anteckningsbok som hon gav namnet "Feelings". Därtill beskrev hon sina känslor på lösa lappar och i skrivhäften, främst på engelska.
Karolina berättade för en vän att han hade blivit retad under hela sin uppväxt. På senare tid hade hon börjat att rispa sig i armen med en nål. Sista lektionen för onsdagen den 17 november 2021 var idrott. Karolina avvek från detta pass. I närheten av skolan vandrade hon in i en otillgänglig skogsdunge och tog sitt liv.

## Utgåva
- Torp, Elinor (2024). Flickan i korridoren: ett reportage. Stockholm: Mondial. Libris wf4l5xbhtxdnb0nr. ISBN 978-91-8002-497-6